# Lyperobius huttoni
Lyperobius huttoni (tên tại địa phương là Hutton's speargrass weevil, hay đơn giản là speargrass weevil) là một loài bọ cánh cứng New Zealand được tìm thấy được tìm thấy ở các khu vực núi cao của Đảo Nam và ở mực nước biển xung quanh bờ biển Wellington. Loài bọ này chỉ ăn trên thực vật thuộc Aciphylla. Loài này từ quần thể Wellington đang bị đe dọa đã được chuyển sang Mana Island không có động vật ăn thịt.

## Phân loại
Loài này lần đầu tiên được mô tả bởi Francis Pascoe vào năm 1876. Pascoe dựa trên mô tả của ông về tài liệu được thu thập ở Tarndale, gần Nelson, bởi Frederick Wollaston Hutton, và đặt tên loài để vinh danh ông. Hutton đã thu thập nó trên Aciphylla colensoi. Mẫu định hình được trưng bày tại Bảo tàng Lịch sử Tự nhiên Luân Đôn.